# Ko Kradan
Ko Kradan (taj. เกาะกระดาน) – tajska wyspa leżąca na Morzu Andamańskim. Administracyjnie położona jest w okręgu Kantang w prowincji Trang. 
Leży na południowy wschód od wyspy Ko Ngai, na południowy zachód od Ko Muk oraz na północny zachód od Ko Libong.